# Mario Villasantti
Mario Eduardo Villasantti Adorno (Fernando de la Mora, Paraguay, 2 de julio de 1981) es un exfutbolista paraguayo nacionalizado peruano y abogado de profesión. Jugaba como guardameta. Era el único arquero en una liga profesional que usaba como dorsal el número 3.

## Selección nacional
Fue convocado por las Clasificatorias al Mundial 2014 para enfrentar a Perú y Uruguay. Su debut con la selección guaraní fue frente al Club América de México en un amistoso disputado en el Estadio Azteca.

## Clubes
| Club                | País     | Año       |
| ------------------- | -------- | --------- |
| Tacuary             | Paraguay | 2003-2005 |
| Fernando de la Mora | Paraguay | 2005      |
| Sportivo Iteño      | Paraguay | 2006      |
| Fernando de la Mora | Paraguay | 2006      |
| Sportivo Luqueño    | Paraguay | 2007      |
| Audax Italiano      | Chile    | 2008      |
| Sportivo Luqueño    | Paraguay | 2009-2011 |
| Ayacucho F. C.      | Perú     | 2012-2017 |
| Cienciano           | Perú     | 2018-2019 |

## Palmarés

### Campeonatos nacionales
| Título          | Club             | País     | Año  |
| --------------- | ---------------- | -------- | ---- |
| Torneo Apertura | Sportivo Luqueño | Paraguay | 2007 |

### Distinciones individuales
| Premio                                                                                                | Año  |
| --- | ---- |
| Mejor Futbolista Paraguayo elegido por el diario ‘’Última Hora’’                                      | 2007 |
| Incluido en el equipo ideal del Campeonato Descentralizado según el portal periodístico DeChalaca.com | 2012 |